# Tetraceratops insignis
Tetraceratops insignis era un animale preistorico dall'aspetto vagamente simile a una lucertola, vissuto nel Permiano inferiore (circa 275 milioni di anni fa). I suoi resti fossili sono stati rinvenuti in Texas. È spesso considerato un antenato dei terapsidi, ovvero quegli animali simili a rettili che si trovano sulla stessa linea evolutiva dei mammiferi.

## Terapside o pelicosauro?
Conosciuto solo per un cranio lungo meno di dieci centimetri fornito di corna, il tetraceratopo ("faccia con quattro corna") era un sinapside, ovvero faceva parte di quel gruppo di tetrapodi un tempo classificati come rettili, ma ora ascritto a una classe a parte, direttamente collegata all'origine dei mammiferi. Secondo molti studiosi, il tetraceratopo sarebbe il più antico rappresentante dei sinapsidi più evoluti (i terapsidi), mentre altri scienziati pensano che fosse un sinapside primitivo (un pelicosauro) decisamente inusuale, come in effetti ritenuto in origine. Prove a favore dell'appartenenza ai terapsidi si basano sul fatto che le finestre temporali (aperture sul cranio per l'inserzione dei muscoli) di questo animale assomigliano molto a quelle dei terapsidi più primitivi, i biarmosuchi.

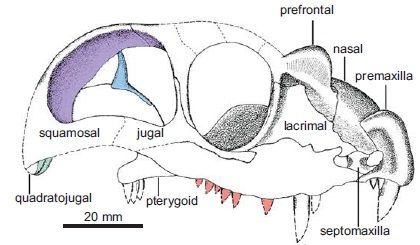
Cranio di Tetraceratops insignis

## 6 corna, non 4
Nonostante il nome, il tetraceratopo non possedeva 4 corna, bensì 6. Un paio era posto sulle ossa della premascella, un altro paio più sviluppato sulle ossa prefrontali, l'ultimo paio invece era posizionato sui processi angolari della mandibola. L'errore nel nome scientifico dipende dal fatto che, quando fu scoperto l'unico cranio fossile, nel 1908, esso era incastonato in una matrice rocciosa dalla quale erano visibili solo le corna superiori. Quando si riuscì a liberare l'intero fossile, fu chiaro che il tetraceratopo possedeva sei corna. In vita, quindi, il tetraceratopo doveva assomigliare a una grossa lucertola o a un varano, dotata di quattro corna sul muso e di un paio di grandi spine che si dipartivano dagli angoli della mandibola. Quale fosse la funzione di queste corna non è chiaro; forse in vita erano ricoperte da pelle dai colori vivaci e rivestivano una funzione di richiamo sessuale o di riconoscimento intraspecifico.